# اسکی سرعت

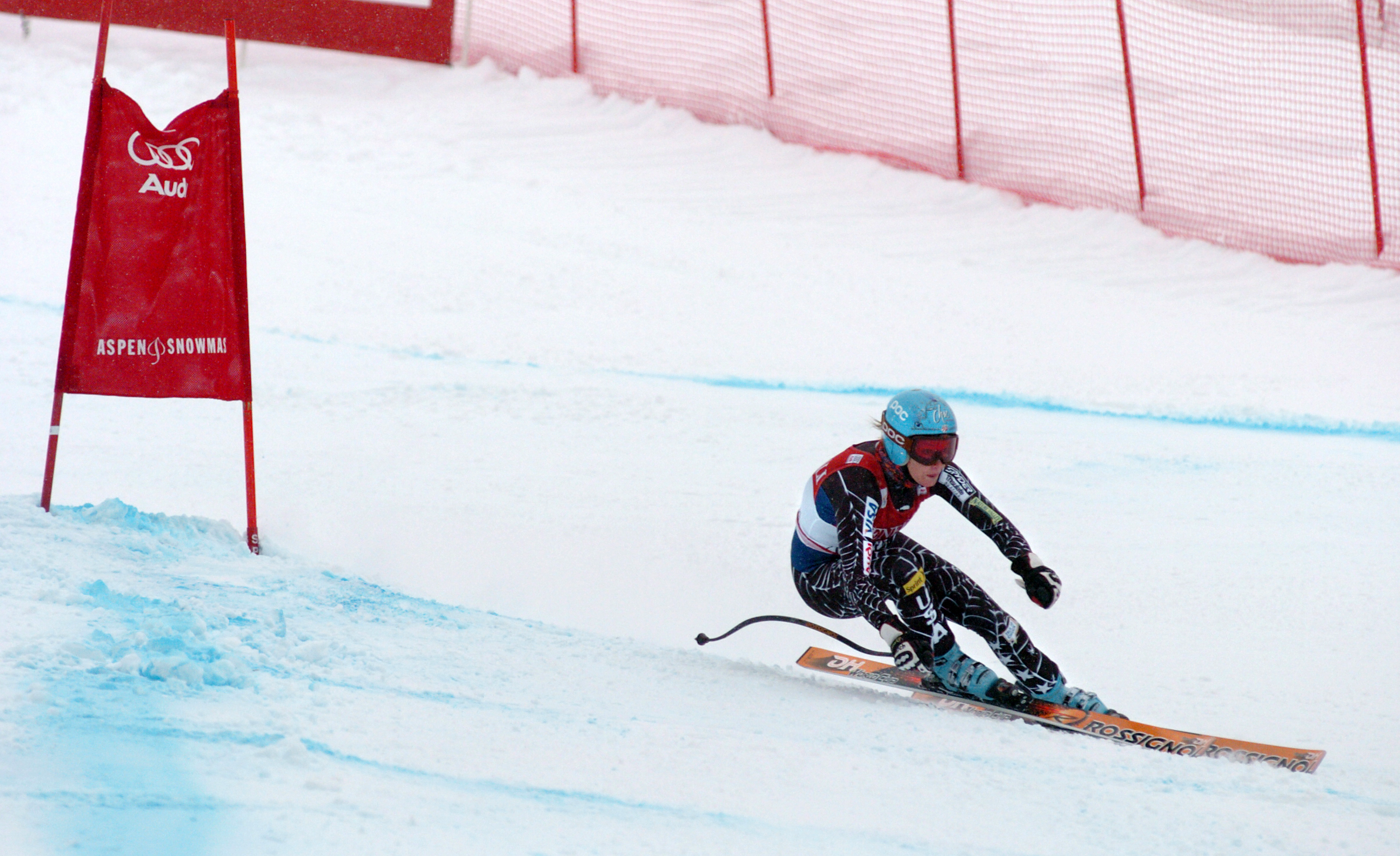
جولیا منکسو در مسابقه اسکی سرعت. مسابقه‌های جهانی اسکی ۲۰۰۷ در اسپن، کلرادو

اسکی سرعت یا دانهیل (به انگلیسی: Downhill) یکی از رشته‌های ورزش اسکی آلپاین است. این اسکی با روش آزاد و با سرعت زیاد در یک مسیر مستقیم و بدون پیچ و کنترل انجام می‌شود در این رشته اسکی‌بازان مسیری طولانی‌تر از دیگر رشته‌های اسکی آلپی را طی می‌کنند و پیچ‌های مسیر کم‌تر و بازتر از دیگر رشته‌ها است. سرعت شرکت‌کنندگان گاه به ۱۵۰ کیلومتر در ساعت می‌رسد.
در مسابقه‌های جهانی و المپیک‌های زمستانی شرکت‌کنندگان مسیر یکسانی را اسکی می‌کنند و اسکی‌بازی که مسیر را در کوتاه‌ترین زمان طی کند برنده است.